# Arboreto de Rogaland
El Arboreto de Rogaland (en noruego: Rogaland Arboret) es un arboretum de unas 5,6 hectáreas de extensión que se encuentra en el Fylke de Rogaland , Noruega.

## Localización
Rogaland Arboret Sandnes, Rogaland, Norge-Noruega.58°50′52″N 5°43′42″E / 58.84778, 5.72833

## Historia
El arboretum fue establecido en 1972 en la comuna de Sandnes dentro del fylke de Rogaland.
Los habitantes de las comunas limítrofes de Gjesdal, Hå, Kleppe, Randaberg, Sandnes, Sola, Stavanger y Time, han contribuido con sus esfuerzos en su acrecentamiento.

## Colecciones
El arboretum alberga en sus colecciones unos 1 400 taxones de plantas procedentes de zonas montañosas y áreas de clima templado de todo el mundo.
Sus colecciones se encuentran agrupadas en zonas tal como:
- Bøkefeltet (campo de hayas), en esta zona se encuentra el haya común típica de los bosques noruegos Fagus sylvatica, árbol que alcanza los 20 metros de altura, y junto a él hay unos 170 cultivares, así;F. sylvatica ’Purpurea’ (con hojas de color púrpura), F. sylvatica ’Pendula’ (árbol popular de los parques públicos), F. sylvatica ´Dawyck´, F. sylvatica ´Asplenifolia´, F. sylvatica ´Cockleshell´.
- Lønneåsen (prado de los aceres), el Acer nativo de Noruega Acer platanoides, es un gran productor de polen que sirve para alimentar a las abejas melíferas para sus producciones de miel, así como con su savia para producir sirope. Este se encuentra aquí junto con aceres procedentes de Asia como el Acer capillipes árbol ornamental en parques públicos por su espectacular aspecto en otoño con sus hojas de un rojo intenso en la caída, A. heldreichii subsp. trautvetteri, A. erianthum, A. griseum, aceres de Norteamérica y numerosos cultivares.

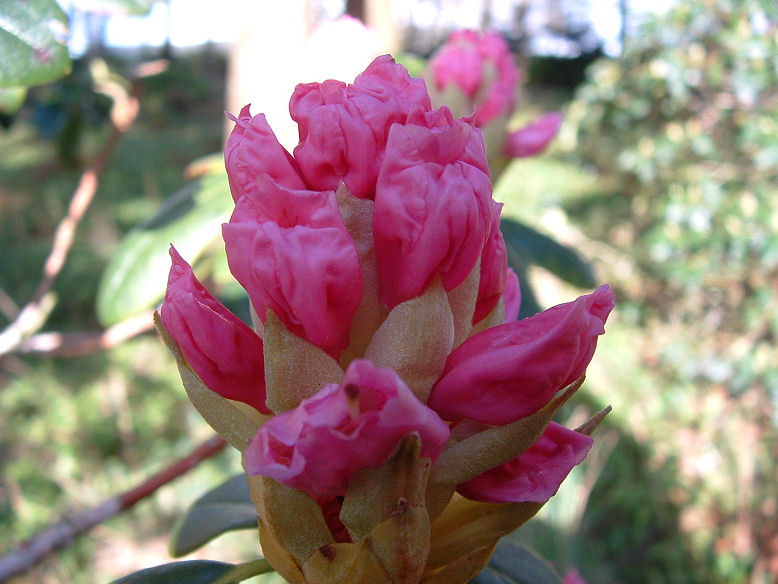
Floración de Rhododendron en el Rogaland Arboret

- Magnoliahagen (loma de las magnolias), con unas 210 especies y cultivares del género Magnolia procedentes de Asia, Norteamérica, Suramérica y el Caribe, así; Magnolia wilsonii, M. stellata, M. sieboldii ( del Japón).
- Norske treslag (sendero del bosque nórdico), con arbustos típicos de la zona Hippophae, o coníferas, Picea abies, Pinus sylvestris.
- Prydkirsebærfeltet (campo de los cerezos), árboles de la familia Rosaceae y sobre todo del género Prunus con unas 200 especies y cultivares procedentes de todo el mundo, seleccionados sobre todo por su floración vistosa (doble o semidoble).
- Rhododendrondalen (valle de los Rhododendron), colección de Rhododendron, con una nutrida representación de especies de los Himalayas y del extremo oriente.
- Rognefeltet (campo de los serbales), especies y cultivares del género Sorbus.
- Syrinfeltet (campo de las lilas), en este lugar hay un ejemplar de Syringa vulgaris lila plantada en 1800, además Syringa komarowii subsp. reflexa, Syringa josikaea, Syringa villosa, Syringa oblata.
- Trollhasselfeltet (campo de las hammamelis), con arbustos tales como Hamamelis, Viburnum (con los Viburnum farreri, Viburnum grandiflorum, de los Himalayas, o el europeo Viburnum opulus), Ilex, Lonicera y Osmanthus entre otros, además de numerosos cultivares.

Dentro del arboretum se pueden encontrar además aves tal como Dryocopus martius, Loxia pytyopsittacus, Nucifraga caryocatactes, Rallus aquaticus, o el Phylloscopus inornatus